# SPAD SA C2
Le SPAD SA C2 est un avion de chasse français biplan à deux places  utilisé durant la Première Guerre mondiale.